# Center Theatre Group

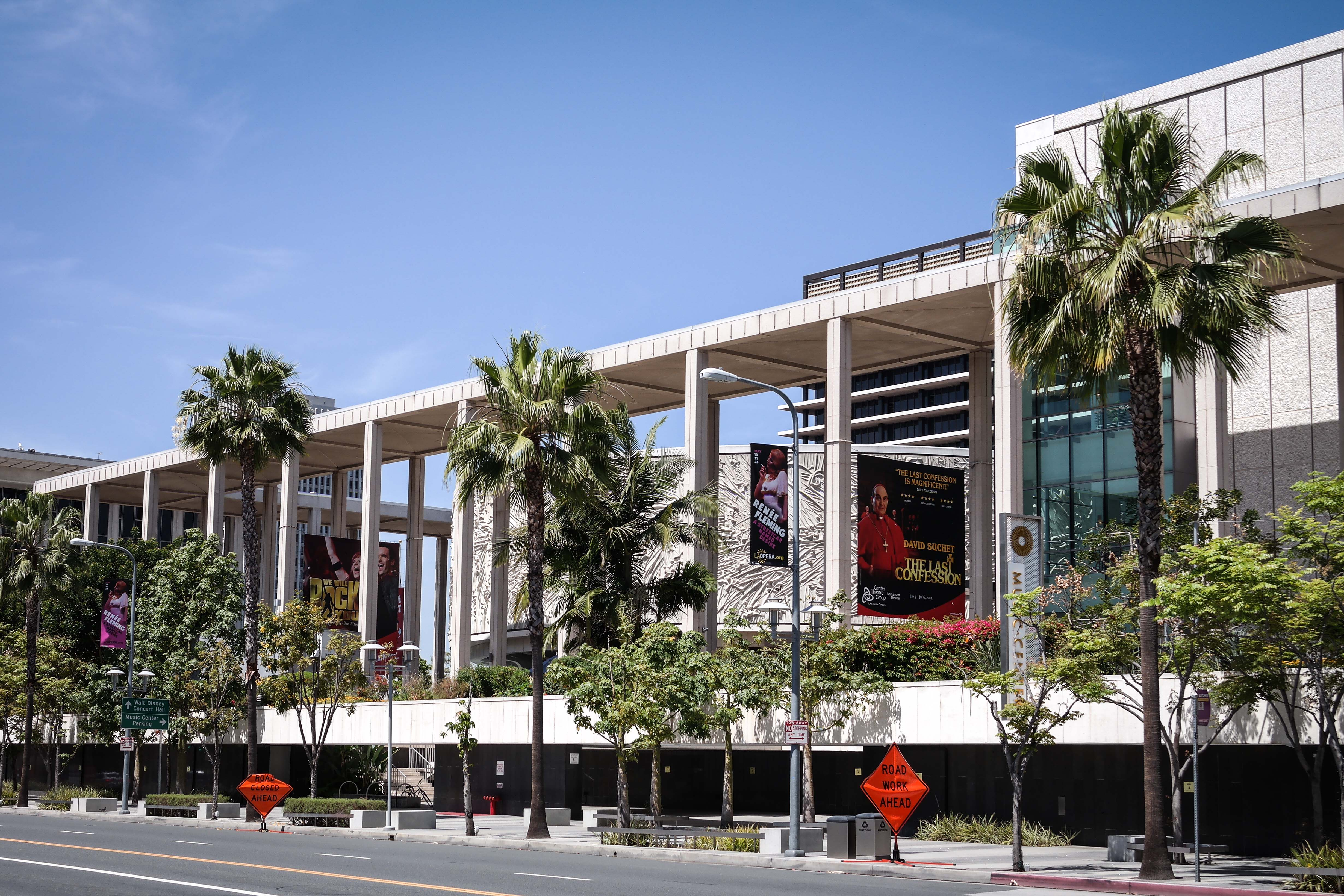
L'Ahmanson Theatre

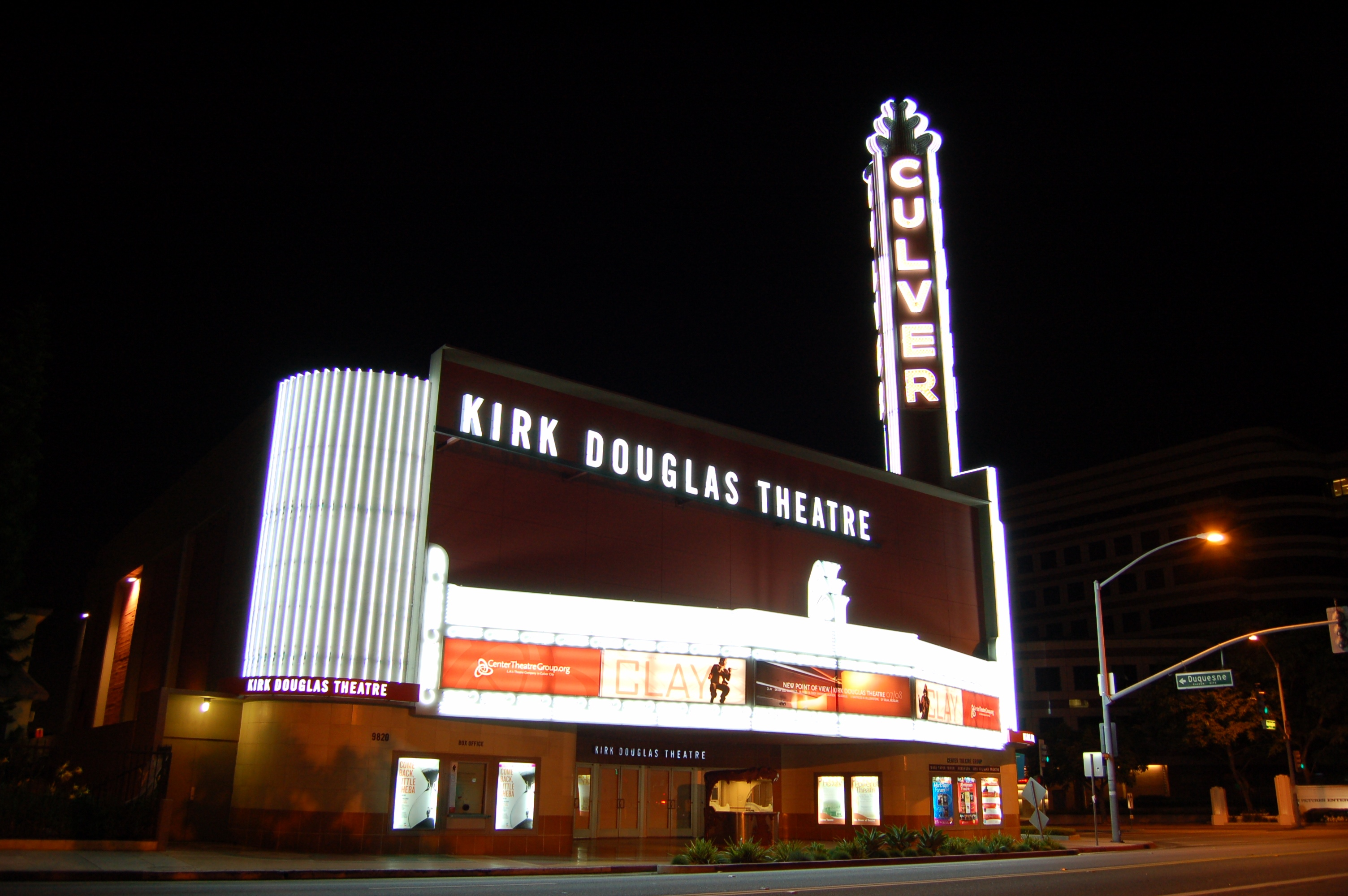
Kirk Douglas Theater

Il Center Theatre Group è un'organizzazione artistica senza scopo di lucro con sede a Los Angeles, in California. È una delle più grandi compagnie teatrali della nazione, programmando stagioni di abbonamento tutto l'anno al Mark Taper Forum, all'Ahmanson Theatre e al Kirk Douglas Theatre. Il Center Theatre Group ha un pubblico di abbonati di oltre 55 000 e un pubblico totale superiore a 750 000 all'anno.
Michael Ritchie è attualmente direttore artistico del Center Theatre Group. L'amministratore delegato è Stephen Rountree.

## Le prime
Le prime comprendono:
- Me and Bessie
- Dalle 9 alle 5... orario continuato
- Angels in America
- Biloxi Blues
- Bloody Bloody Andrew Jackson
- Figli di un dio minore
- Curtains
- Fior di loto (revival)
- Smokey Joe's Cafe
- The Drowsy Chaperone
- Bengal Tiger at the Baghdad Zoo
- Water and Power
- Sleeping Beauty Wakes
- 13
- Zoot Suit
- Marjorie Prime
- Chavez Ravine

## Premi e nomination
| Awards              | Produzione                              | Locale               | Nomination | Vittorie | Note |
| ------------------- | --------------------------------------- | -------------------- | ---------- | -------- | --- |
| 2009 Ovation Awards | Lydia                                   | Mark Taper Forum     | 2          | 1        | Vincitore per il miglior sonoro |
| 2009 Ovation Awards | 9 to 5: The Musical                     | Ahmanson Theatre     | 7          | 0        | |
| 2009 Ovation Awards | The Little Dog Laughed                  | Kirk Douglas Theatre | 6          | 3        | Vincitore per la miglior attrice, Migliori scene e Migliori luci                                                                    |
| 2009 Ovation Awards | Minsky's                                | Ahmanson Theatre     | 5          | 0        | |
| 2009 Ovation Awards | Bengal Tiger at the Baghdad Zoo         | Kirk Douglas Theatre | 4          | 0        | |
| 2009 Ovation Awards | The School of Night                     | Mark Taper Forum     | 1          | 0        | |
| 2010 Ovation Awards | Parade                                  | Mark Taper Forum     | 12         | 2        | Vincitore per miglior attore non protagonista e migliori costumi                                                                    |
| 2010 Ovation Awards | The Wake                                | Kirk Douglas Theatre | 3          | 1        | Vincitore per la miglior attrice non protagonista                                                                                   |
| 2010 Ovation Awards | The Lieutenant of Inishmore             | Mark Taper Forum     | 1          | 0        | |
| 2011 Ovation Awards | Venice                                  | Kirk Douglas Theatre | 11         | 3        | Vincitore per le migliori luci, Miglior sonoro e progettazione video                                                                |
| 2011 Ovation Awards | Leap of Faith                           | Ahmanson Theatre     | 1          | 1        | Vincitore per il miglior attore |
| 2012 Ovation Awards | The Convert                             | Kirk Douglas Theatre | 11         | 6        | Vincitore per la miglior attrice, Migliore attrice non protagonista, Miglior regista e 3 premi per il design                        |
| 2012 Ovation Awards | Aspettando Godot                        | Mark Taper Forum     | 10         | 4        | Vincitore per il miglior attore, Miglior attore non protagonista, Gruppo di attori e miglior Video Design                           |
| 2012 Ovation Awards | American Night: The Ballad Of Juan Jose | Kirk Douglas Theatre | 4          | 1        | Vincitore per i risultati raggiunti nella progettazione video                                                                       |
| 2012 Ovation Awards | War Horse                               | Ahmanson Theatre     | 1          | 1        | Vincitore per la miglior produzione presentata                                                                                      |
| 2012 Ovation Awards | Follies                                 | Ahmanson Theatre     | 1          | 0        | |
| 2012 Ovation Awards | Red                                     | Mark Taper Forum     | 1          | 0        | |
| 2012 Ovation Awards | The Night Watcher                       | Kirk Douglas Theatre | 1          | 0        | |
| 2012 Ovation Awards | Poor Behavior                           | Mark Taper Forum     | 1          | 0        | |
| 2012 Ovation Awards |                                         |                      | 1          | 1        | Vincitore del premio per la miglior stagione                                                                                        |
| 2013 Ovation Awards | The Nether                              | Kirk Douglas Theatre | 9          | 7        | Vincitore per miglior attore non protagonista, Migliore attrice non protagonista, Migliore sceneggiatura e 4 premi di progettazione |
| 2013 Ovation Awards | Joe Turner's Come and Gone              | Mark Taper Forum     | 8          | 3        | Vincitore per le miglior produzione, Migliore attore e Gruppo di attori                                                             |
| 2013 Ovation Awards | The Royale                              | Kirk Douglas Theatre | 7          | 1        | Vincitore per la miglior coreografia                                                                                                |
| 2013 Ovation Awards | The Second City's A Christmas Carol     | Kirk Douglas Theatre | 2          | 0        | |
| 2013 Ovation Awards | The Scottsboro Boys                     | Ahmanson Theatre     | 1          | 1        | Vincitore per la migliore produzione                                                                                                |
| 2013 Ovation Awards | Anything Goes                           | Ahmanson Theatre     | 1          | 0        | |
| 2013 Ovation Awards |                                         |                      | 1          | 0        | Nominato per la miglior stagione |
| 2014 Ovation Awards | Matthew Bourne‘s Sleeping Beauty        | Ahmanson Theatre     | 1          | 1        | Vincitore per la migliore produzione presentata                                                                                     |
| 2014 Ovation Awards | A Word Or Two                           | Ahmanson Theatre     | 1          | 0        | |
| 2014 Ovation Awards | Harmony                                 | Ahmanson Theatre     | 7          | 0        | |
| 2014 Ovation Awards | The Steward Of Christendom              | Mark Taper Forum     | 2          | 0        | |
| 2014 Ovation Awards | The Black Suits                         | Kirk Douglas Theatre | 1          | 0        | |
| 2014 Ovation Awards | St. Jude                                | Kirk Douglas Theatre | 1          | 0        | |
| 2015 Ovation Awards | Chavez Ravine: An L.A. Revival          | Kirk Douglas Theatre | 7          | 3        | Vincitore per la miglior produzione, Migliori costumi e Progettazione di video/proiezione                                           |
| 2015 Ovation Awards | The Price                               | Mark Taper Forum     | 1          | 1        | Vincitore per miglior attore non protagonista                                                                                       |
| 2015 Ovation Awards | Bent                                    | Mark Taper Forum     | 3          | 0        | |
| 2015 Ovation Awards | Immediate Family                        | Mark Taper Forum     | 1          | 0        | |
| 2015 Ovation Awards | Luna Gale                               | Kirk Douglas Theatre | 1          | 1        | Vincitore per la migliore produzione presentata                                                                                     |
| 2015 Ovation Awards | The Trip To Bountiful                   | Ahmanson Theatre     | 1          | 0        | |